# Battlefield 3
A Battlefield 3 (röviden BF3) egy first-person shooter melyet az Digital Illusions CE fejlesztett és az Electronic Arts adott ki 2011 októberében Microsoft Windows, PlayStation 3 és Xbox 360 platformokra, de az EA Mobile már megerősítette az iOS változat érkezését is. Mivel a játék futtatásához elengedhetetlen a DirectX 10 vagy 11-es verzióinak megléte, ezért a Windows Vistánál korábbi operációs rendszereket nem támogatja a Battlefield 3. A játék a Battlefield sorozat 11. tagja, a PC-s változat használatához az EA Origin nevű kliensprogramja szükséges. Remek eladásokat produkált (egy hét leforgása alatt 5 millió példánynál is több fogyott belőle), illetve a pozitív kritikai fogadtatásban részesült. (A PC-s verzió 90 pontos átlagértékelésen áll a Metacritic oldalán.)

## Történet
|  | Alább a cselekmény részletei következnek! |

A játék története in medias res kezdődik 2014-ben, New York városában, a játékos egy számára egyelőre ismeretlen szökevényt irányít, aki felugrik egy metrószerelvényre és megküzd az azt elfoglaló PLR (People's Liberation and Resistance) katonákkal. Végül az egység orosz vezetője lefegyverzi, és azt kérdezi egyedül érkezett-e. Ezt követően fény derül a 8 órával korábban történtekre. Henry Blackburn törzsőrmestert (1. Felderítő Zászlóalj) kihallgatják, az egyik ügynök (Glenn Morshower) pedig agy aktát tol elé. A képen a korábbról ismerős orosz, Solomon látható és Blackburn azt próbálja bizonygatni, hogy nemsokára támadást tervez a város ellen. Nem hisznek neki és a másik ügynök azt állítja, csak a bőrét próbálja menteni. Megkérdezik, mikor hallott először Solomon és a PLR felől, ekkor feleleveníti a 9 hónappal korábbi Swordbreaker hadműveletet, aminek során az osztagát (Misfit 1-3) az iraki Szulejmánijja városába rendelték, mivel egy robbanószerkezet után kutató osztagnak nyoma veszett, a küldetés az ő felkutatásuk lesz. Amikor a húspiac felé haladnak a parkolóknál egy orvlövész eltalálja egy társát és nagyszámú ellenség támad rájuk, de a rajtaütést végül visszaverik és a közeli hotelben rejtőző mesterlövészt egy rakétavetővel kifüstölik.
A tetőről fedezik a korábban eltalált Chaffin kimenekítését és folytatják a Viper osztag utáni keresést. Megtalálják őket, ám 3 halott és egyikük sebesült, valamint egy bomba bonyolítja a helyzetet. Blackburn hatástalanítja, majd az evakuálási zónát kell megvédeni a támadóktól. Egy földrengés rázza meg a helyszínt, majd amikor magához tér Solomon utasítására egy sérült amerikai katonát vonszolnak el a szeme láttára. A kimenekítési zóna felé haladva, számos ellenfél legyőzése után Montesbe botlik. A Humvee gépágyúja mögül fedezőtüzet nyújt a landolni készülő V-22 számára, azonban RPG találat éri, de még sikeresen eléri a gépet.
Megszakítva a visszaemlékezéseket folytatódik a kihallgatás. A földrengés napján a PLR felkelői élén Faruk Al-Bashir katonai puccsal magához ragadja a hatalmat Iránban, az Egyesült Államok pedig rá néhány hétre 50 ezer katonát vezényel a térségbe. Ezt követően Jennifer Hawkins hadnagy irányítását kapja kézhez a játékos, aki október 31-én a USS George H. W. Bush (CVN–77) repülőgép-hordozó fedélzetén készülődik a felszálláshoz, az F-18 Hornet fegyverrendszerét fogja kezelni a teheráni Mehbrabad repülőtér ellen induló csapásméréshez, ahol az ELINT információk alapján feltehetőleg Al-Bashir is tartózkodik. Miután a megtörtént a gép ellenőrzése, felszáll, de amint elérik az ellenséges légteret, számos MiG–29 típusú vadászgéppel kell megküzdeniük, majd a repülőtér közelébe érve meg kell semmisíteni a légvédelmi rakétarendszereket (SAM), valamint az álló és a felszállni szándékozó ellenséges vadászgépeket az AGM–88 HARM rakéták segítségével. Egy helikopter közeledik, a lent várakozó nagyszámú PLR erők felé, valószínűleg AL-Bashir is köztük van, ezért a közeledő A-10-es számára megjelöli a területet. A légicsapás után az amerikai haderő megérkezett a helyszín biztosítására, így visszatérhet a repülőgép-hordozóra.
Ezzel egy időben a Guillotine hadművelet részeként Blackburn egysége Teherán külterületén várakozik, de mivel kiderül, hogy a légitámadás nem vezetett eredményre, ezért utasítást kapnak, hogy Al-Bashir nyomára utaló információkat kell szerezniük. Miután felállítja az aknavetőt és csapatával együtt biztosítja a lakónegyedet, Humvee-ba szállnak és a pénzügyi negyed felé veszik az irányt. Blokádhoz érnek, ami megállásra készteti a konvojt, majd egy RPG találja el a tartálykocsit és támadó ellenfelek özönlenek a hídon, Blackburn, Campo és Matkovic pedig elindul, hogy oldalba kerülje őket. Az ellenfeleket legyőzik, ám hirtelen feltűnik egy T-90-es, ami elől éppen csak el tudnak menekülni. Amikor a bankhoz érnek még nagyobb ellenállásba botlanak és a Javelint kezelő csapatot megölték ezért Blackburn veszi át a fegyver kezelését és kiiktatja a többi T-90-est. A főhős és Matkovic ezután oldalról közelíti meg a komplexumot és a szellőzőjáraton keresztül bejutva próbálják meglepni az ellenséget. Biztosítják a helyszínt és az alagsor átkutatására indulnak. Leereszkednek kötélen és megtisztítják az utat a páncélteremig, ahol a temérdek pénz mellett Párizs és New York térképét találják, illetve egy menetrendet, ahol 6.02 perces idő van kiemelve. A mellettük lévő láda fedelét felnyitva egy orosz nukleáris robbanófejet találnak, illetve hűlt helyét a másik kettőnek. A kamerákon látják, hogy Al-Bashir és Solomon közeledik. A kihallgatáson a többi bombáról kérdezik, Blackburn szerint az egyik már New Yorkban van. Párizsról is kérdezik, ekkor rájön, hogy Dimitri Mayakovsky (Dima, korábban Spetsnaz Vympel osztagának szolgálatában állt) nem tudta megállítani a párizsi robbantásos merényletet.
Ezt követően a játékos Dimát irányíthatja november 13-án, mielőtt még a katasztrófa bekövetkezett volna. Rajta kívül még Kirl és Vladimir is részt vesz az akcióban. Autóval érkeznek a párizsi értéktőzsdéhez, aminek közelében bekapcsolja a zavarót, hogy ne lehessen távolról a bombát felrobbantani. Az épületben már a PLR emberei átvették az irányítást és harci gázt is elszabadítottak. A bombával az egyik ellenségnek sikerül kimenekülnie az épületből, így a játékos a francia rendőrséggel is akaratlanul összetűzésbe kerül. Az üldözés közben egy rakéta eltalál egy mögöttük lévő buszt, Vladimir pedig belehal a sebesüléseibe. Utoléri és a vonat elé veti a bombával menekülő ellenfelét, ami azonban nála volt az csupán egy utánzat, majd egy robbanás rázza meg a várost. Nem sikerült a merényletet meghiúsítani, ami közvetlenül 80 ezer ember életébe került.
Ezután a kihallgatáson megkérik, hogy térjen vissza a banknál történtekre. Miután megtalálták a bombát tartalmazó ládát, segélyhívást adtak le és Dasht-e Kavir sivatag felől az 1. Tank Ezreddel a segítségükre siető Jonathan Miller törzsőrmestert (illetve az M1A2 Abrams tankot) irányíthatja a játékos. Az út során a játékos feladata lesz több BM-21-es, BMP-2-es és T-72-es elpusztítása is, amiben segítségére lesz egy MAV (Micro air vehicle), amivel kijelölheti a célpontokat a légi támogatást nyújtó B–1 Lancer számára. Nagy nehézségek árán eljutnak az 1-es autópályáig, ahol egy csapat mérnökre bukkannak, akiken rajtaütött a PLR és így nem tudták aktiválni detonátort, amivel megtisztíthatnák az aknamezőt, ez a feladat Millerre vár. Ezután figyelni kell az ellenséges RPG-s egységekre, valamint az öngyilkos merénylőkre, akik autóba szerelt bombával (V-bed - Vehicle Borne Explosive Device) próbálják meg felrobbantani őket. Teherán belvárosában kilövik a szövetséges tankot, így egyedül folytatja útját, tankkal keresztülvág egy épületen és megérkezik a bank épületéhez, amit nagy erőkkel támadnak. Javelin találat éri őket, a tank motorja és a hidraulika felmondja a szolgálatot. Amíg Blackburn osztaga a UH-1Y Venom fedélzetére szállítja a bombát, Miller pedig fedezi őket, ám a nem tudják újra beindítani a rendszert a helikopteren pedig nincs több hely. A felmentő osztag 15 perc múlva érkezne, ám a túlerő ellen nem bírja ki addig, Millert elfogják.
Egy romos épületben ébred, ahol Solomon és Al-Bashir található és kamerára veszik, ahogy Solomon felvágja Miller torkát. Ezt követően ismét Blackburn lesz a főhős, november 2-án hajnalban várakozik a tetőn M40A5 típusú mesterlövész puskájával, Campo a spotter szerepét tölti be, a cél Al-Bashir elfogása élve. Kilövi a lámpákat, hogy biztosítsa a biztos leszállást társainak. Ezután az ő továbbhaladásukat kell biztosítani és folyamatosan követni őket, figyelve az őrjáratokra, ám nemsokára felfedezik őket, menekülniük kell a csatornákon keresztül. Ahogy haladnak a pláza felé, megtalálják a szobát, ahol videóra vették Miller kivégezését. Találkoznak Mistfit 1-4-gyel és egy közeli épületből fedezik őket, amint Al-Bashirt próbálják felkutatni. Kocsival próbál elmenekülni, Blackburn azonban gyalogosan elé vág és meglövi a járművet, ami így balesetet szenved. Még éppen életben van és megpróbálják a plázába eljuttatni, amit az ellenség meg akar akadályozni, a főhős feltartóztatja őket, majd a plázába társát utolérve több hullámba támadó ellenfelekkel kell megküzdenie. Amikor a V-22 fedélzetére menekítik, adrenalint adnak neki és annyit tud még mondani halála előtt, hogy Solomon ellopta a bombákat és kihasználta őt és november 14-én reggel fog csapást mérni, a mobiltelefonjából pedig megtudták egy orosz fegyverkereskedő nevét (Amir Kaffarov), így ezt a szálat követik, aki az Irán északi részén található villájában lehet.
November 9-én kezdik az amerikai csapatok a villa ellen támadást, ám a PLR katonái hirtelen rájuk támadnak. Legyőzik őket és látják a fejük felett elhúzó orosz csapatszállítókat és a rengeteg orosz ejtőernyőst, akik szintén Kaffarovot akarják, hogy eltüntessék annak nyomait, hogy a PLR-t segítették. Cole a nagy túlerő ellenére is az akciót erőlteti. Számos orosz katonát és 3 harckocsit is legyőznek, majd ismét próbálnak hatni Colera, aki hajthatatlan, majd feltűnik egy orosz Szu-35-ös, ami megpróbálja elpusztítani őket. Blackburn eljut a Stingerig és lelövi a gépet, de észreveszi, hogy Matkovic és Campo is meghalt. A kihallgatáson megkérdezik, hogy szerinte Cole-e a felelős az osztag tagjainak halálért és hogy Dima miért volt ott az akció során az oroszokkal Iránban. Ezt követően őt irányíthatja a játékos, amint a repülőgépről kiugorva földet ér. Az ellenséges őrjáratot likvidálva megszerzik az egyik járművüket, így könnyen bejutnak a Kaffarov birtokra, ahol azonban egy szkenneren kellene keresztülhaladniuk, így a harcot választják. Számos ellenfél védi a villát, de végül eljutnak a leszállópályához Dima még gyorsan fel tud ugrani a gépre, ahol Kaffarovval dulakodni kezd és mindketten kizuhannak a villa medencéjébe. Cole, Montes és Blackburn már csak másodikként ér a villához, ahol szétválnak. Blackburn ekkor találkozik Dimával, aki elmondja, hogy Solomon mit tervez, majd alkut ajánl, hogy elkerüljék a háborút országaik között. Ekkor megjelenik Cole és Blackburnnek le kell lőnie, hogy Dima el tudjon menekülni és a párizsi bombára koncentráljon, míg a játékosnak a Times Squarenél tervezett robbantás kell megakadályoznia. Azonban elfogják őt és kihallgatásra viszik, ahol azt állítják, hogy Solomon az ő oldalukon áll, Al-Bashirről szolgáltatott számukra információt és nem jelent veszélyt, valamint azt gyanítják, hogy Dima átverte és ő, illetve az oroszok állnak a Párizsban történt robbantás mögött, Montest is a kihallgatásra viszik, azonban amikor egy eltérített vonatról hírt kapnak és kimennek a szobából és Montessel megbeszélik a szökést, majd ezután megismétlődik a játék elején látott rész, miután lefegyverzi Solomon, sikerül ellöknie magától, majd felrobbantja a szerelvényt. A csatornán keresztül üldözi, amikor kijut a felszínre megjelenik Montes egy lopott rendőrautóval és a kocsival menekülő Solomon nyomába erednek, majd a Time Squarenél hátulról nekimennek és mindketten felborulnak. Solomon lelövi Montest és egy QTE (Quick Time Event) után Blackburn egy téglával szétveri a fejét és biztosítja a bombát. Ezután Dima látható, amint egy sötét szobában üldögél és a sugárfertőzéséről beszél, illetve az emlékiratait írja, majd hirtelen kopogás hallatszik és a fegyveréért nyúl.
|  | Itt a vége a cselekmény részletezésének! |